# DC Lliga de Supermascotes
DC Lliga de Supermascotes (originalment en anglès, DC League of Super-Pets) és una pel·lícula estatunidenca de comèdia de superherois animada per ordinador de 2022. Produïda per Warner Animation Group, està basada en l'equip de superherois de DC Comics Legió de Supermascotes. La pel·lícula està dirigida per Jared Stern, en el seu debut com a director, i està coescrita amb John Whittington.
Es va estrenar el 29 de juliol de 2022 amb doblatge en català. La distribució de la versió en català va comptar amb 31 còpies. El 26 de setembre es va incorporar el doblatge i els subtítols a la plataforma HBO Max.
Compta amb un repartiment de veus original en anglès, que inclou Dwayne Johnson, Kevin Hart, Kate McKinnon, John Krasinski, Vanessa Bayer, Natasha Lyonne, Diego Luna, Thomas Middleditch, Ben Schwartz i Keanu Reeves.

## Premissa
Quan la Lliga de la Justícia és capturada per Lex Luthor, el gos de Superman, Krypto, forma un equip de mascotes a les quals se'ls van donar superpoders per salvar el seu amo i els amics de Superman: un gos anomenat Ace, que esdevé superfort i indestructible; un porc anomenat PB, que pot créixer fins a una mida gegant; una tortuga anomenada Merton, que esdevé superràpida; i un esquirol anomenat Chip, que guanya energia elèctrica.